# Olof Gigon
Olof Gigon (ur. 28 stycznia 1912 w Bazylei, zm. 1998 w Atenach) – szwajcarski filozof klasyczny i historyk filozofii starożytnej, autor wielu książek i wydawca antycznych tekstów. W Polsce ukazała się jego praca pt. Główne problemy filozofii starożytnej (Grundprobleme der antiken Philosophie, 1959, wyd. pol 1996) w przekładzie prof. Juliusza Domańskiego.